# Filatura d'estam de Tomàs Coma
La filatura d'estam de Tomàs Coma, coneguda popularment com a Vapor Vell de la Llana, era una fàbrica situada als carrers de Peracamps i del Cid del Raval de Barcelona, actualment desapareguda.

## Història

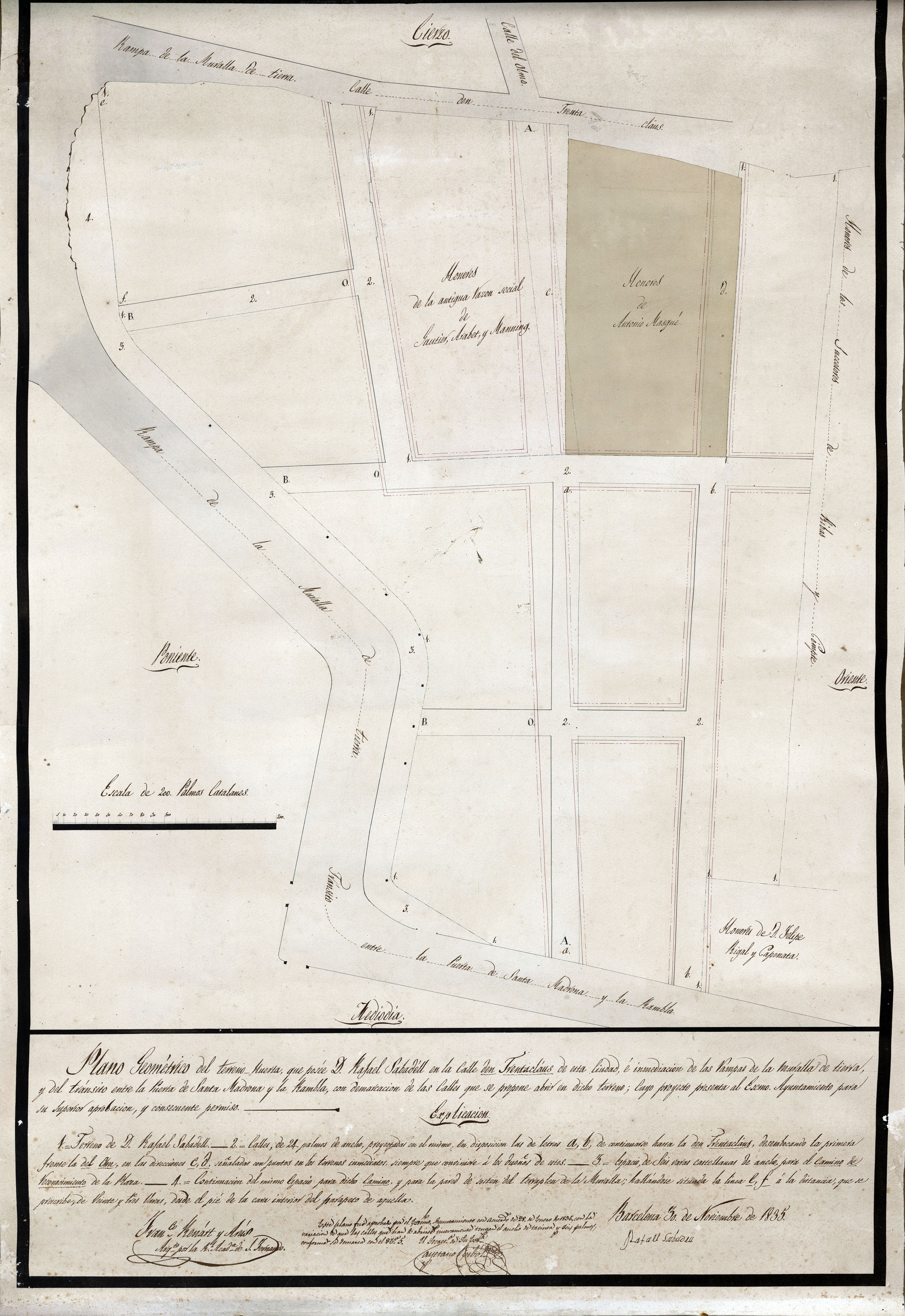
Projecte d'obertura de nous carrers als terrenys de Rafael Sabadell. Francesc Renart i Arús (1835)

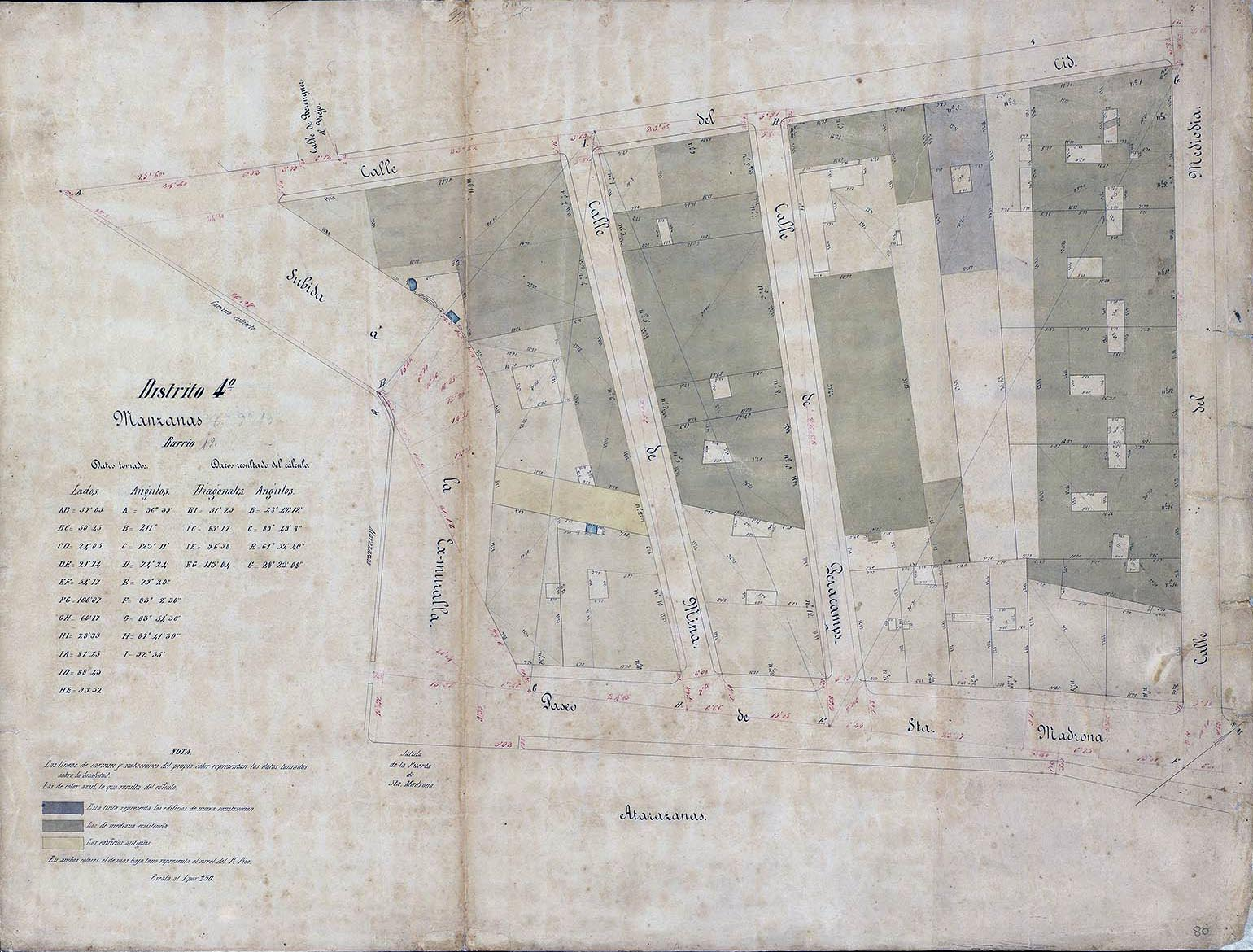
Quarteró núm. 80 de Garriga i Roca (c. 1860)

El 1839, el fabricant Tomàs Coma i Miró adquirir en emfiteusi al comerciant i terratinent Rafael Sabadell i Permanyer un solar als carrers de Peracamps (antic núm. 1) i del Cid, on va fer construir una filatura d'estam, proveïdora dels fabricants de teixits de llana, que es va posar en marxa el 1842. Entre aquest any i 1843 va adquirir dos solars més al comerciant Jaume Vassal i al mateix Sabadell entre els carrers de Peracamps (antic núm. 6) i de la Mina (antic núm. 4), on va fer construir una nau destinada a magatzem i oficines. El 1857, adquirí un altre solar al carrer del Cid als germans Francesc i Quintí Ribas i Compte per a ampliar la fàbrica, i el 1864, va demanar a l'Ajuntament de Barcelona la concessió de 10 plomes d'aigua de Montcada des del repartidor del carrer de l'Om.
El 1845 va obtenir la Creu d'Isabel la Catòlica a l'Exposició de Madrid, guardó confirmat a la del 1850. Segons les «Estadístiques» d'aquell any, hi treballaven 300 persones, que feien funcionar 11 màquines de pentinar, 17 de filar amb 3.000 pues, 4 de tòrcer i 6 cardes, i la màquina de vapor generava 24 CV. El 1860 es va presentar a l'Exposició Industrial de Barcelona, on va obtenir els elogis del cronista Francisco Orellana, i també a la de París del 1867.
Tomàs Coma va morir el 21 de febrer del 1869, i el seu funeral se celebrà dos dies després a l'església del Pi, amb l'assistència de cinquanta carruatges d'amics i coneguts i els obrers de la fàbrica, que portaren el taüt. Alguns d'aquests escriuiren una carta al director del Diario de Barcelona, on farien constar que «el señor Don Tomás Coma recibió de Dios la inteligencia, todo lo demás lo adquirió por el trabajo, y en sus relaciones con nosotros nunca olvidó que habia sido pobre». El mateix Orellana, en nom de l'Institut Industrial, es va encarregar del responsori. En el seu testament deixà la torre de Sarrià a la seva tercera esposa Cristina Carreras, i la resta a una dotzena d'hereus, entre els quals hi havien el seu fill Carles Martí Coma i Stagno, la seva germana Antònia Coma i Miró, dos fills d'aquesta (Manuel i Antoni), i el gendre, Josep Quadras i Prim (Vic, 1822-Barcelona, 1901), casat amb Maria Feliu i Coma.
L'empresa continuà sota la denominació Hereus de Tomàs Coma, que participà a l'Exposició de Barcelona del 1871 i a la de Viena del 1873, on guanyà una medalla al mèrit pels seus estams. El 1876, amb la sortida dels descendents directes del fundador, es diria Quadras, Feliu i Companyia, dirigida per Manuel Feliu i Coma (1833-1888), i a la seva mort pel seu fill Josep Maria Feliu i Ferrer, enginyer industrial, que patentà un sistema de tòrcer el fil de llana. La producció es va traslladar a Sabadell, primer al Vapor Badia i, després, al carrer de Sant Oleguer, i el despatx es va establir al carrer de Trafalgar, 26. El 1893, la companyia es va convertir en una societat personal de Josep Quadras i Prim, que en tenia el 65% del capital (800.000 pessetes), mentre que la seva esposa en tenia el 32% (396.000 pessetes). El 1894, en el transcurs d'un litigi iniciat per Carles Martí Coma i continuat pels seus descendents contra els altres hereus del seu pare, es van treure a subhasta els edificis de la fàbrica del Raval. El 8 d'agost del 1895, un incendi iniciat als baixos de l'edifici principal, ocupat pel dipòsit de bales de cotó dels Successors de Brutau, que el va destruir.
La propietat va restar en mans de Josep Quadras, que morí el 30 de desembre de 1901. El 1912, els seus fills Manuel (†1927), Antoni (†1924) i Enriqueta de Quadras i Feliu (†1946) van demanar permís per a enderrocar i reconstruir la fàbrica. El 1941, l'Ajuntament de Barcelona va expropiar les finques del carrer de Peracamps i del Cid a Josep de Quadras i Veiret i els altres hereus. L'edifici dels carrers de Peracamps i de la Mina va restar en peu fins a principis del segle xxi, quan fou enderrocat en el marc de la Modificació del PERI del Raval en el sector Drassanes (2003).